# Heterospathe glabra
Heterospathe glabra är en enhjärtbladig växtart som först beskrevs av Karl Ewald Maximilian Burret, och fick sitt nu gällande namn av Harold Emery Moore. Heterospathe glabra ingår i släktet Heterospathe och familjen Arecaceae. Inga underarter finns listade i Catalogue of Life.